# Булавка для бабочки
«Булавка для бабочки» — третий сольный альбом Вадима Курылёва. Издан в 1997 году.

## О создании
Запись произведена в июле-сентябре 1996 года на студии «ДДТ», звукорежиссёры — Евгений Лёвин и Андрей Муратов. Юрий Морозов — запись барабанов в «Те, кто ждут» (1995 год). Сведение — Андрей Муратов. Мастеринг — Андрей Муратов и Юрий Щербаков, студия «Калипсо». В 2001 году альбом был переиздан лейблом «АнТроп», мастеринг — Дмитрий Атаулин.
Курылёв рассказывал: «Наконец я записал альбом с настоящим барабанщиком. Гитарный поп-рок, типичный для середины 1990-х годов. Сильное влияние брит-попа и, как следствие этого, английских групп 1960-х. Местами пробивается то лирический грандж, то русский „авторский рок“. Моё лирическое начало здесь несокрушимо. Несмотря на старания Жени Лёвина внести в альбом хоть какие-то радикалистские настроения, бабочка здесь побеждает булавку». По мнению «Музыкальной газеты», эта работа самостоятельная, в отрыве от Шевчука, в чём и было преимущество перед сольниками участников «Аквариума», испытывающих влияние БГ. Стоит обратить внимание на следующие песни: «Расскажи мне, ветер», «Не так давно», «На зелёной горе», «Туманные поля» (некоторое сходство с музыкой Кобейна). Также Курылёв назвал Sleeps with Angels Нила Янга одним из лучших альбомов 1990-х годов.
Материал альбома — весьма прямолинейный, проникнутый сугубо петербургским настроением. Туманы, серые стены, ступени, «ведущие к самой воде» и общее состояние — словно «на разведённом мосту». Трек «Мой Поезд» звучит как буги — весьма удачный гибрид таких разных материй, как мечтательные гармонии после «Битлз» и атмосфера «Passenger» Игги Попа. С точки зрения сайта «Звуки.ру», в среднетемповых номерах «Те, кто ждут», «Забытый голос», «Весна», и «Старый мальчик» Курылёв создал своего рода альтернативу «Воскресению» периода Константина Никольского. Если упомянутые группа и артист раздражали лишь своей исчезающе малой креативностью, этот альбом восполнил возможные в жанре пробелы. В отличие от вышеописанных московских музыкантов в той же «Весне» романтические гармонии и живописные образы прекрасно сочетаются со стремительными ритмами, барабанными канонадами и режущими гитарами, которые некоторые люди выдают за панк-рок. Общим у работ Курылёва является то, что многие медленные номера его сольных программ — баллада «Расскажи мне, ветер» или блюз-вальс «Не так давно» со слайдовой гитарой в финале, могли быть исполнены в «ДДТ». Однако этого не произошло.
Его называли «рыцарем печального образа». О создании своего произведения Курылёв рассказывал: «Было несколько попыток начать: то меня в расписании смещали другие группы, то нужно было ехать на гастроли с „ДДТ“. В конце концов, когда случился отпуск с середины июля по сентябрь, я, пожертвовав своим отдыхом, сел на студии. Это была нормальная работа изо дня в день, без всякой дерготни, никто не мешал. Хотя мне не нравится, как спел некоторые песни — просто не хватило опыта и сил, чтобы собраться как надо. Я все-таки вокалист-любитель. Понадеялся, что удастся отойти от игги-поповской формы, но, видимо, не очень удалось. В альбоме старался выдержать строгий стиль в определенной канве. Я не очень плодовитый автор, мягко говоря. И когда песни живут незаписанными, ничего иного не идет. Сбросил этот груз с выходом альбома. А так можно менять свои песни до бесконечности, пока не выпустишь пластинку. Нужно было этому рукой помахать и делать что-то новое. Слушая альбом „Булавка для бабочки“, понимаю, что человек, которому за тридцать, не должен был такие песни писать. Но дело в том, что почти все были написаны раньше, когда мне было 26, 27 и 28». Например, песня «Маскарад» была создана в 1990—1993 годах и, как средняя часть композиции, «Чёрный Пёс Петербург», исполнялась в концертных программах «ДДТ». «Булавку для бабочки» не получилось записать первый раз в 1995 году. Единственный более-менее внятный номер из той попытки — «Маскарад». За пультом находился Юрий Морозов, отчего версия получилась, как из альбома «Никто».
Кроме того, в процессе записи очень долго искали общее звучание альбома, концепцию, как это свести. Перепробовали достаточно вариантов и остановились на том, когда были смягчены и барабаны, и гитары. Такое решение подстроили под голос Курылёва, потому что у него свойственная манера пения — неагрессивная и мягкая. Голос тембрально довольно трудно было поставить на место, в общей звуковой картине он проваливался, заглушаясь барабанами и гитарами. Шла тонкая работа. У Вадима возникла такая ситуация с голосом потому, что очень долго пел бэк-вокалом. В альбоме нужно было прибирать тембры, чтобы ничто не портило звук. В музыке проскальзывает народная мелодика. Название можно истолковывать по-разному. Тут подействовал модный тем временем «некроромантизм», вроде Ника Кейва. Человек убивает бабочку для того, чтобы на неё могли смотреть и любоваться красотой. Она мало живёт, а люди ещё укорачивают ей жизнь. То есть все красивое должно умереть. Одновременно любовь и жестокость.
На первую композицию альбома, «Те, кто ждут», весной 1996 года был снят клип. Режиссёр и оператор — Олег Флянгольц. Вариант монтажа, который стал вышедшим видео, неокончательный, но последний. Не получилось смонтировать так, как хотелось, однако в объективе отразилось много полезного материала. Несколько раз в последующие годы Курылёв и Флянгольц думали перемонтировать кадры, но ничего не вышло. Съемки проходили в нежилой квартире на Ленинском проспекте в Москве. Потом выезжали за город и ещё на железнодорожный мост в столице. Клип задумывался, как реклама к альбому «Булавка для Бабочки». Вадим взял жёлтый «Телекастер» вместо Washburn HB330 потому, чтобы исключить однотонность — красный цвет. По оценке Курылёва, «Флянгольц всегда хорошо работает как режиссёр, а я как актёр — нет. Мы хотели доделать, но деньги кончились. Позже Олег без меня доснимал вокзал и девушек. В тот момент он меня точно этим клипом обрисовал: гитара, кожаная куртка, железная дорога и девушки — вся моя сущность середины 1990-х».

## Обложка
Девочка-бабочка — в оформлении воплотилась идея художника «ДДТ» Владимира Дворника. Это то, как он увидел и услышал Вадима Курылёва.

## Список композиций
Музыка и тексты — Вадим Курылёв.
1. Те, кто ждут
2. Расскажи мне, ветер
3. Мой поезд
4. Не так давно
5. Старый мальчик
6. На зеленой горе
7. Весна
8. Забытый голос
9. Туманные поля
10. Маскарад

## Участники записи
- Вадим Курылёв — вокал, бэк-вокал, гитары, бас-гитара
- Игорь Доценко — барабаны
- Константин Шумайлов — клавиши (4)
- Андрей Муратов — клавиши (10)